# Clube de Regatas Brasil
Clube de Regatas Brasil, znany skrótowo jako CRB – brazylijski klub piłkarski z siedzibą w mieście Maceió, stolicy stanu Alagoas.

## Osiągnięcia
- Mistrz stanu Alagoas (Campeonato Alagoano) (27): 1927, 1930, 1937, 1938, 1939, 1940, 1950, 1951, 1961, 1964, 1969, 1970, 1972, 1973, 1976, 1977, 1978, 1979, 1983, 1986, 1987, 1992, 1993, 1995, 2002, 2012, 2013
- Finalista pucharu północno-wschodniej Brazylii (Copa do Nordeste): 1994

## Historia
CBR założony został 20 września 1912 roku przez Lafaiete Pacheco, byłego członka klubu Clube Alagoano de Regatas, niezadowolonego z warunków panujących w poprzednim klubie. Cztery lata później CRB zakupił sąsiednią posiadłość Pajuçara, tworząc tam boisko piłkarskie na którego miejscu dziś znajduje się klubowy stadion Estádio Severiano Gomes.

### Piłkarze w historii klubu

#### 1910 - 1930
- Peter
- Haroldo Zagallo (ojciec Mário Jorge Lobo Zagallo).
- Sidney Fellows
- Edgar Monteiro
- Rubens Ferreira
- Zé Preta
- Pata

#### 1930 - 1950
- Franz Gaspar
- Cláudio Régis
- Arlindo
- Duda Bocão
- Paraibano
- Laxinha
- Zé Cícero
- Miguel Rosas

#### 1950 - 1960
- Miguel Rosas
- Bandeira
- Mourão
- Dario
- Santa Rita
- Arroxelas
- Milton Mongôlo

#### 1960 - 1970
- Canhoto
- Pinga
- Lourival
- Pompéia
- Roberto Menezes
- Erb
- Dão
- Zé Júlio
- Canavieira
- Cabo Jorge
- Paulo Nylon
- Silva Cão
- Canavieiro

#### 1970 - 1980
- Joãozinho Paulista
- César
- Roberval Davino
- Silva Cão
- Azevedo
- Pires
- Vermelho
- Major
- Tadeu
- Roberto Menezes
- Jorge da Sorte
- Jorge Vasconcelos

#### 1980 - 1990
- Joãozinho Paulista
- Ilo
- Coca
- Márcio Francisco
- Gilnei
- Melo
- Márcio Ribeiro
- Arnaldo Lira (Patinha)
- Hamilton
- Kazuyoshi Miura (Kazu)

#### po 1990
- Inha
- Jean
- Jerônimo
- Índio
- Édson
- Rildo
- Zé Cláudio
- Catatau
- Wladimir
- Zé do Carmo
- Toni
- Marquinhos Paraná
- Silvio

### Prezydenci w historii klubu

#### 1910 - 1930
- Luís Toledo Pizza Sobrinho - 1912-1913
- João Viana de Souza - 1913-1914
- Casimiro Movilha - 1914-1915
- Homero Viegas - 1915-1917
- Pedro Lima - 1917-1918
- Ismael Acioli - 1918-1920
- Raul Brito - 1920-1925
- Pedro Oliveira Rocha - 1925-1926
- Armando Melo - 1926-1927
- Pedro Lima - 1927-1928
- Juvêncio Lessa - 1928-1929
- Pedro Oliveira Rocha - 1929 - 1930

#### 1930 - 1950
- Raul Brito - 1930-1931
- Ismael Acioli - 1931-1932
- Dalmário Souza - 1931-1932
- Emílio de Maya - 1933-1934
- Pedro Claudino Duarte - 1934-1936
- Fábio Araújo - 1936-1939
- Mauro Paiva - 1937-1939
- Mário Gomes de Barros - 1939-1940
- Rui Palmeira - 1940-1941
- Jaques de Azevedo - 1941-1942
- Mauro Paiva - 1942-1943
- Aristides Torres - 1943-1944
- Paulo de Miranda Neto - 1944-1945
- Mauro Paiva - 1945-1947
- Gal. Mário de Carvalho Lima - 1947-1948
- Ulisses Marinho - 1948-1954

#### 1950 - 1970
- Ulisses Marinho - 1948-1954
- Luís Duda Calado - 1954-1955
- Djalma Loureiro - 1955-1956
- Roberto Castro - 1956-1957
- Aluizio Freitas Melro - 1956-1957
- Severiano Gomes Filho - 1958-1962
- Oswaldo Gomes de Barros - 1962-1966
- Severiano Gomes Filho - 1966-1967
- Walter Pitombo Laranjeiras - 1967-1968
- Divaldo Cavalcante Suruagy - 1968-1969
- Naftalli Edgar Setton - 1969-1970

#### 1970 - 1990
- Oswaldo Gomes de Barros - 1970-1971
- Luiz Renato de Paiva Lima - 1971-1973
- Cláudio Regis - 1973-1974
- Fernando Azevedo D’Aldeia - 1974-1975
- Luiz Gonzaga Mendes de Barros - 1975-1976
- José Santana de Melo - 1976-1977
- Afrânio Lages Filho - 1977-1979
- José Otávio Moreira Filho - 1979-1982
- Oswaldo Gomes de Barros - 1982-1984
- José de Medeiros Tavares - 1984-1985
- Waldemar Correia da Silva - 1985-1987
- Carlos Alberto Fernande Antunes - 1987-1988
- José Luiz Malta Argolo - 1988-1989
- Walter Pitombo Laranjeiras - 1989-1990

#### po 1990
- Paulo Roberto Magalhães Nunes - 1990-1991
- Manoel Gomes de Barros- 1991-1992
- José Marcelo de Medeiros Rocha - 1992-1993
- Waldemar Correia da Silva - 1993-1994
- Flávio Gomes de Barros - 1994-1995
- Walter Pitombo Laranjeiras - 1995-1998
- Wilton Antonio Figueiroa Lima - 1998-1999 / 2007-2008
- José Cabral da Rocha Barros - 1999-2004 / 2006
- Celso Luiz Tenório Brandão - 2004-2006
- Tiago Rangel Cionek - 2006-2008